# ألكسندر كراسنوف
ألكسندر كراسنوف (بالروسية: Краснов, Александр Геннадьевич)‏ مواليد 7 أبريل 1960 في الاتحاد السوفيتي، هو دراج سوفيتي سابق. سبق أن شارك في دورة الألعاب الأولمبية الصيفية وفاز بميدالية أولمبية.

## الميداليات
| الميدالية | المسابقة                       |
| --------- | ------------------------------ |
| ذهبية     | الألعاب الأولمبية الصيفية 1980 |